# Giraffa camelopardalis reticulata
La giraffa somala o giraffa reticolata (Giraffa camelopardalis reticulata (de Winton, 1889)) è una sottospecie appartenente alla specie della giraffa settentrionale (Giraffa camelopardalis) originaria del Corno d'Africa, abitando la Somalia, l'Etiopia meridionale e il Kenya settentrionale. Ci sono circa 8.500 capi che vivono allo stato brado. La giraffa reticolata è stata descritta e ricevette il suo nome binomiale dallo zoologo britannico William Edward de Winton, nel 1899, tuttavia l'IUCN attualmente riconosce solo una specie di giraffa con nove sottospecie.
La giraffa reticolata può incrociarsi con altre specie di giraffe in cattività o se entrano in contatto con popolazioni di specie diverse in natura.
Insieme alla giraffa del Rothschild, è di gran lunga la giraffa più comune negli zoo. Il suo mantello è costituito da grandi macchie poligonali color marrone-arancione delineate da una rete di linee più chiare. Le macchie, talvolta, possono apparire di un rosso intenso e possono arrivare fino alle gambe. Le giraffe sono i mammiferi esistenti più alti al mondo.

## Descrizione
Il manto della giraffa reticolata è caratterizzato da grandi macchie poligonali di color fegato separate tra di loro da una rete di linee bianco brillanti. Il nome "reticolata" deriva dalla disposizione regolare delle macchie, che sembrano per l'appunto un reticolo. Queste macchie possono talvolta essere di colore rosso intenso e ricoprire in qualche caso perfino le zampe.

## Distribuzione e habitat
Originaria della Somalia, è presente anche in Kenya settentrionale ed in Etiopia meridionale. Storicamente, le giraffe reticolate si sono diffuse ampiamente in tutta l'Africa nord-orientale. I loro habitat prediletti sono la savana, il bosco, la golena e la foresta pluviale.

## Tassonomia
Attualmente la IUCN riconosce solo una specie di giraffa con nove sottospecie, una delle quali è la giraffa reticolata. Tutte le giraffe viventi furono originariamente classificate come una specie separate da Carl Linnaeus, nel 1758. La sottospecie venne descritta e con il suo nome binomiale Giraffa reticulata dallo zoologo britannico William Edward de Winton, nel 1899.

## Biologia

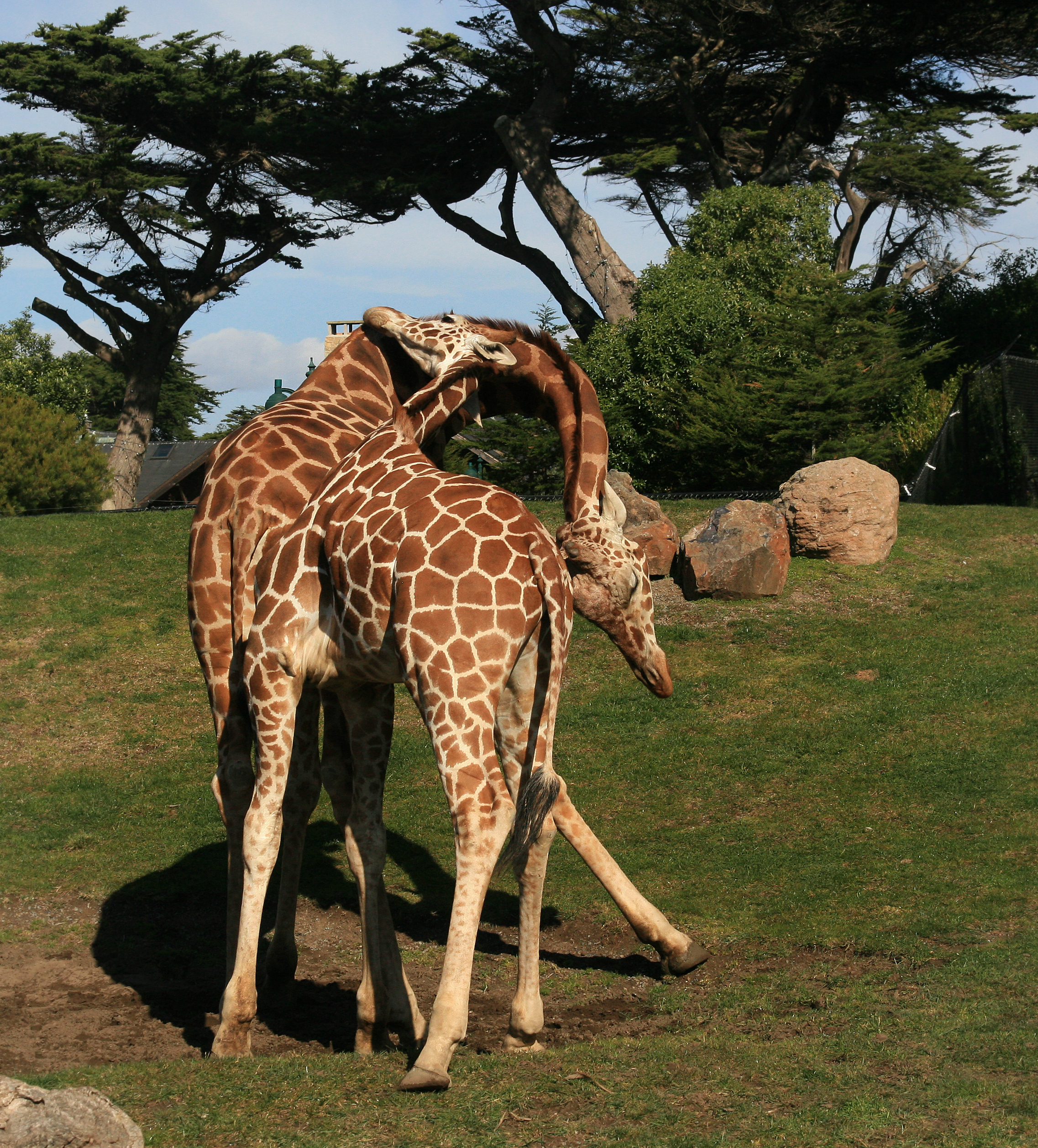
Due maschi di giraffa somala si colpiscono e strofinano il collo nello zoo di San Francisco.

Le giraffe reticolate possono incrociarsi con altre sottospecie di giraffe in cattività, sebbene i presunti incroci tra diverse sottospecie in natura sia stato escluso, in quanto le giraffe selvatiche tendono ad accoppiarsi solamente all'interno della propria sottospecie. Comunemente alle altre sottospecie, durante la stagione degli accoppiamenti i maschi combattono per il territorio e per il diritto di accoppiarsi con le femmine, colpendo violentemente l'avversario con la testa e con il collo. Questo comportamento, noto come "necking", definisce la gerarchia sociale dei maschi del branco e l'accesso alle femmine in estro. Assume sia le caratteristiche di combattimento, che talvolta possono essere fatali, che di interazione erotica ed in alcuni casi può concludersi con un rapporto omosessuale, pratica sessuale osservata spesso tra i maschi di giraffa.

## Conservazione

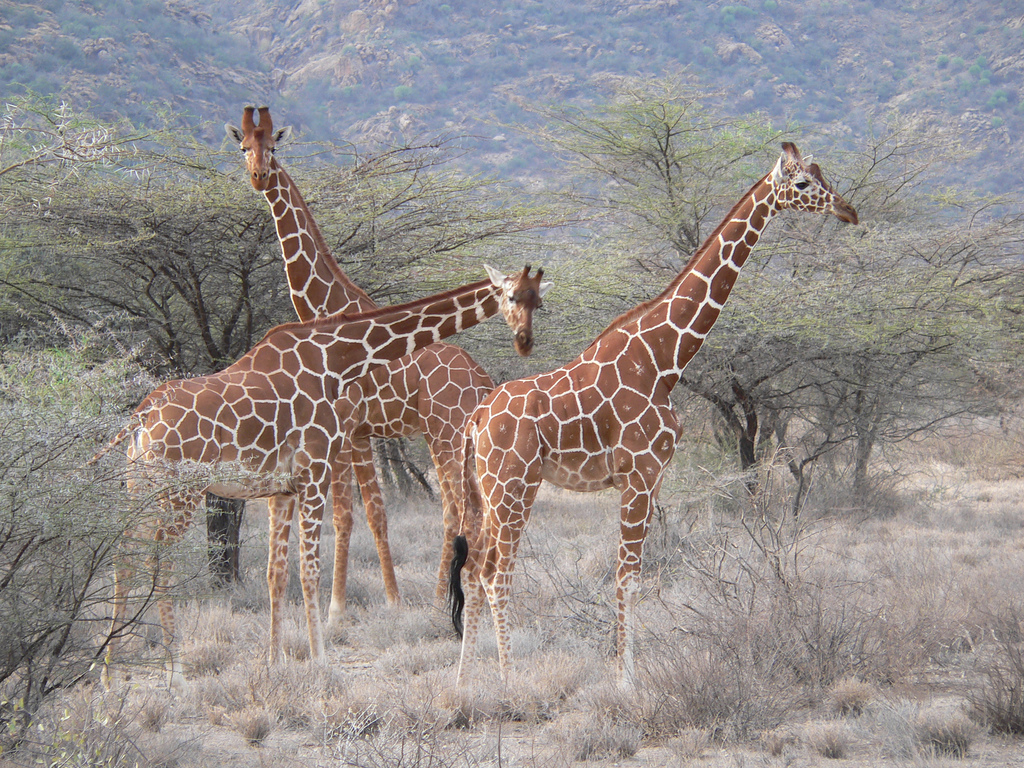
Giraffa reticolata alla Riserva nazionale Samburu, Kenya

Al fine di preservare le restanti 9.000 giraffe reticolate si sono formate diverse organizzazioni di conservazione. Una di queste organizzazioni è l'iniziativa "Twiga Walinzi" (che significa Giraffe Guards) di San Diego Zoo Global. Il loro lavoro include l'assunzione e la formazione di keniani locali per monitorare 120 telecamere traccianti nel Kenya settentrionale (Loisaba Conservancy e Namunyak Wildlife Conservancy). Questi guardiani sono addestrati a monitorare le giraffe selvatiche e altri animali selvatici anche attraverso telecamere disposte sul territorio, e dotati di un database contenente foto e informazioni relative alle singole giraffe, così da poterle identificare, monitorarle singolarmente e da poter avvisare i ranger in caso di bracconaggio o di piccoli di giraffa rimasti orfani.

### Negli zoo
Insieme alla giraffa di Rothschild, la giraffa reticolata è la sottospecie di giraffa più comune negli zoo. Si dice che il Cheyenne Mountain Zoo a Colorado Springs, in Colorado, abbia la più grande mandria di giraffe reticolate di tutto il Nord America. Talvolta, in cattività le giraffe reticolate e quelle di Rothschild venivano alloggiate insieme e fatte accoppiare, poiché si pensava che le sottospecie di giraffa si incrociassero in natura. Tuttavia, una nuova ricerca condotta nel 2016 ha scoperto che le popolazioni di giraffe raramente si incontrano e non si incrociano in natura.
Pochi zoo hanno mandrie distinte di giraffe di Rothschild o reticolate. Il Zoo Safari Park di San Diego, lo zoo del Bronx e lo zoo di Chester hanno mandrie di giraffe di Rothschild, mentre il Cheyenne Mountain Zoo, Busch Gardens Tampa, The Maryland Zoo, Henry Doorly Zoo di Omaha, e il Binder Park Zoo hanno tutti mandrie di giraffe rigorosamente reticolate. Tuttavia, alcuni zoo incrociano le giraffe di Rothschild e le reticolate.